# Santa Maria da Vitória (ort)
Santa Maria da Vitória är en ort i Brasilien.   Den ligger i kommunen Santa Maria da Vitória och delstaten Bahia, i den östra delen av landet, 500 km nordost om huvudstaden Brasília. Santa Maria da Vitória ligger 438 meter över havet och antalet invånare är 23 488.
Terrängen runt Santa Maria da Vitória är huvudsakligen platt, men söderut är den kuperad. Santa Maria da Vitória ligger nere i en dal. Det finns inga andra samhällen i närheten.
Omgivningarna runt Santa Maria da Vitória är huvudsakligen savann. Runt Santa Maria da Vitória är det glesbefolkat, med 13 invånare per kvadratkilometer.